# グネチコ島
グネチコ島（ロシア語: Остров Гнечко）は、小千島列島にある島。色丹島東部の海岸から南方約50メートルに位置する。面積は0.0307平方キロメートル、最高標高は約30メートルである。
太平洋戦争で千島上陸作戦を指揮したソ連の海軍少将アレクセイ・グネチコにちなんで名付けられた。命名はサハリン地域プログラム「サハリンとクリル列島の地図の名称」において実施された。命名に際しては議論が行われ、2012年9月3日にロシア地理学会サハリン支部の会合で承認された。2012年9月7日、旅客船「イーゴリ・ファルフトジノフ」にてロシアの海軍調査隊がグネチコ島に上陸した。